# Jean Denis (aviateur)
Pour les articles homonymes, voir Jean Denis et Denis.
Jean Denis, né à Champniers-et-Reilhac (Dordogne) le 2 janvier 1893 et mort le 14 novembre 1970 à Paris, est un peintre et aviateur français, pionnier de l'Aéropostale. 
Il a totalisé 8 250 heures de vol sur 37 types d'appareils, tout au long de sa carrière.

## Biographie

### Première Guerre mondiale
Soldat incorporé au 146e régiment d'infanterie en garnison à Toul (Meurthe-et-Moselle), le 28 novembre 1913, il fait la plus grande partie de la guerre dans les tranchées.
Il est ensuite affecté au 1er Groupe d'Aviation, le 23 décembre 1917 et intègre l'école de pilotage d'Istres, près de Marignane. Il y obtient son brevet de Pilote Militaire le 25 avril 1918.
Le 17 juillet 1918, il est affecté au G.D.E. (Division Nieuport), puis à la Division Breguet le 4 août et à la 12e Escadrille BR.120 le 18 octobre, comme sergent-pilote. Il effectue les derniers bombardements (7) de jour avec cette escadrille, la veille de l'Armistice, à Marienbourg en Belgique. Il est démobilisé en août 1919.
Blessé deux fois au cours de la guerre 14-18, Jean Denis est récompensé par la Croix de Guerre, avec deux citations, l'une dans l'Infanterie, l'autre à l'Ordre de l'Escadrille 12 du 11 novembre 1918.

« Sous-officier d'un grand sang-froid et d'une grande bravoure. S'est très bien comporté dans toutes les affaires, notamment dans les derniers engagements, en particulier le 8 juillet 1916. »

« Pilote brave et adroit ; depuis son arrivée à l'escadrille a pris part à toutes les expéditions au cours desquelles il s'est fait remarquer par son courage et son sang-froid. A bombardé deux fois le 3 novembre 1918 des rassemblements ennemis. »

### Pilote de ligne

#### Compagnie Latécoère
Il est engagé comme pilote aux Lignes aériennes Latécoère, le 14 mars 1921, sur la ligne Toulouse-Casablanca, puis sur Casablanca-Oran.
À la suite du vol d'exploration de 1923 de la mission Roig, Delrieu, Hamm, Cueille, Bonnord, Lefroit, il ouvre la ligne Casablanca-Dakar sur un Breguet XIV, avec André Dubourdieu et Léopold Gourp, début mai 1925.
Il quitte la Compagnie Latécoère à la suite d'un désaccord avec Didier Daurat quant à la prise de risques des pilotes. Il dira dans ses mémoires : 

« J'ai vu arriver à la Compagnie Latécoère : Mermoz, Saint Exupéry, Lécrivain qui fut mon coéquipier et beaucoup d'autres moins connus morts ou vivants encore. Comme dit le proverbe arabe : "Mieux vaut un âne vivant qu'un grand homme mort". Ainsi ma famille préfère-t-elle (et moi avec elle) un âne (l'âne que je suis) qu'un grand homme mort que j'aurai pu être, et dont vous auriez le souvenir, ce qui vous ferait une belle jambe. Deo gratia. »

#### Air Union
Il entre à Air Union sur la ligne Paris-Londres, le 1er mars 1926, puis inaugure les lignes Paris-Lyon-Marseille et Lyon-Genève.
En 1928, il est chargé comme chef-pilote d'Air Transport, petite affaire dans le sein de Air Union. Philippe Level, un ancien de la Compagnie Latécoère, en est l'administrateur. Ce sera ce dernier qui proposera le nom de Jean Denis pour la Légion d'Honneur.

#### S.T.A.R.
Il quitte Air Union le 1er mars 1930 pour intégrer la S.T.A.R.(Société de Transports Aériens Rapides) comme chef-pilote. Il y inaugure les lignes Paris-Lausanne, Deauville, Dinard et Cannes.

#### Air Orient
Il entre à la compagnie Air Orient le 15 octobre 1932, sur la ligne Paris-Saïgon-Hanoï.

#### Air France
En 1933, il est rappelé en France au moment de la fusion des compagnies sous le nom d'Air France. L'année suivante, il est envoyé en mission à l'Aéro-Portuguesa au Portugal, pour inaugurer la ligne Lisbonne-Tanger-Casablanca.
En 1939, il est détaché d'Air France en mission à l'Irak Petroleum Company, le long du pipe-line Tripoli en Syrie à Kirkouk.
L'arrivée de la guerre en septembre 1939 l'empêche d'ouvrir la ligne Beyrouth-Le Caire et il est affecté à la 39e Escadrille à Damas (Syrie), comme sous-lieutenant pilote.
Il est remis à la disposition d'Air France en mai 1940 et démobilisé après l'armistice de 1940.

### Artiste-peintre
Jean Denis commence à dessiner étant enfant. A 13 ans, et jusqu'à son service militaire en 1913, il est apprenti-dessinateur et travaille comme décorateur à la Maison Jansen, rue Royale, à Paris. Après la guerre, l'aviation lui permettra de se libérer de ce métier pour mieux se consacrer à la peinture. 
Dès 1921, engagé dans la compagnie Latécoère, entre deux escales, en Afrique, en Europe et en Orient, Jean Denis fixe paysages et portraits sur ses toiles. Aussi, une fois l'avion posé et ayant accompli son devoir de pilote, sortait-il ses couleurs et son chevalet, estimant que le peintre pouvait reprendre le dessus.
D'abord sur les trajets de la ligne Alicante-Malaga-Casablanca, de 1921 à 1923, puis Fès-Oran, jusqu'à l'ouverture de la ligne Casablanca-Dakar. Sa vocation de peintre fut particulièrement favorisée de 1923 à 1925, sur Fès-Oran. Il élit alors domicile à Fès d'où il ne part qu'une fois par semaine. Pendant deux ans, il occupe gratuitement l'un des ateliers d'artiste que le maréchal Lyautey avait fait aménager dans les jardins de Bou-Jeloud. À sa demande, il inaugure la ligne Casablanca-Dakar, mais le paysage de l'Afrique du Nord et de Dakar le déçoit profondément. 
Au bout de quatre mois, il rentre en France et se fait engager à l'Air-Union, où il participera à l'inauguration des lignes Paris-Lyon-Marseille et Lyon-Genève. Durant cette période, où les loisirs sont moins nombreux, il peint surtout autour de l'étang de Berre. 

« Les paysages du Maroc de Jean Denis sont d'une lumière juste ; dans ces toiles, où l'artiste n'a pas craint de plaquer des ombres à peu près noires, on retrouve, avec le charme en plus, la vérité qui fait le mérite des paysages de Vallotton. »

— François Fosca, dans le no 2 de la revue L'Amour de l'Art, à l'occasion du Salon des indépendants de 1926
Il prend part en 1928 au Salon des indépendants. 

#### Œuvres
Il a dessiné les insignes et la tenue d'uniforme des pilotes d'Air Union, qui deviendra la tenue des pilotes d'Air France.
Certains de ses tableaux ont été exposés au Salon des Indépendants ; notamment à ceux ayant eu lieu entre 1924 à 1927.

### Distinctions
- Ordre national de la Légion d'honneur[9]
  -  Chevalier (20/02/1928)
  -  Officier (07/01/1954)
- Croix de guerre 1914-1918 avec palme
- Titulaire de la Médaille Militaire
- Titulaire à Air France de l'insigne du millionième kilomètre.

### Publications
- Jean Denis, Aérodromes inconnus, ermitages sans nom : souvenirs d'un peintre pilote de ligne, 1959[10].
- Gaston Vedel, Le pilote oublié, Gallimard, préface de Joseph Kessel, 1976.
- Revue Icare, numéro 213, spécial Air Union
- Jean Dabry, Hommage à un pionnier méconnu, Pionniers, Revue Aéronautique Trimestrielle des Vieilles Tiges, no 42, 15 octobre 1974, p. 27-28.